# 밤의 충돌
밤의 충돌(Clash By Night)은 미국에서 제작된 프리츠 랑 감독의 1952년 드라마 영화이다. 바바라 스탠윅 등이 주연으로 출연하였고 노먼 크라스너 등이 제작에 참여하였다.

## 출연

### 주연
- 바바라 스탠윅
- 폴 더글러스
- 로버트 라이언
- 마릴린 먼로

### 조연
- J. 캐롤 나이쉬
- 키스 앤디스
- 실비오 민시오티
- 토니 마틴
- 윌리엄 베일리
- 아트 듀피스
- 길 플라이
- 프랭크 크레이그
- 마리오 실레티
- 버트 스티븐스
- 줄리어스 태넌

## 제작진
- 원작자: 클리포드 오데츠